# Václav Řihák
Václav Řihák (* 9. května 1983 Svatobořice-Mistřín) je český zpěvák, hudebník a producent, který se věnuje interpretaci lidových písní v moderním aranžmá. V současnosti je frontmanem folkrockové skupiny Moravians, kterou založil v roce 2021.

## Život
Vašek Řihák pochází ze Svatobořic-Mistřína, kde začínal svou hudební dráhu. V minulosti působil[kdy?] jako zpěvák v dechové hudbě Mistříňanka. Je ženatý, manželka Veronika je též zpěvačka. Má dvě děti.
Má rovněž zkušenost s hudební produkcí, když působil jako hudební režisér při nahrávání alba Karla Gotta "Lidovky mého srdce" ve studiu v Mistříně.

## Hudební kariéra

### V@V Řihákovi
V roce 2010 se Václav Řihák seznámil s Veronikou v dechovkovém orchestru Mistříňanka. O rok později spolu začali žít, v roce 2013 se vzali a o dva roky později rozjeli samostatné koncerty. V tomto roce začali též vystupovat na televizní stanici Šlágr TV, kde prezentoval lidové písně a vlastní tvorbu.

### Moravians
V roce 2021 založil Václav Řihák folkrockovou kapelu Moravians. Kapela kombinuje lidové písně s rockovými prvky a autorskou tvorbou. Hlavním cílem tohoto projektu je zpřístupnit tradiční moravský folklor mladším posluchačům.
Řihák začal pracovat na folkrockových aranžích lidových písní již v roce 2018 společně se svými přáteli z Moravians. V létě 2021 do projektu přizval zpěvačku Elišku Bučkovou. Důležitým členem skupiny je také kytarista a vokálista Martin Bílek, který se významně podílí na moderním zvuku kapely.
Zvukovou charakteristiku skupiny Moravians tvoří kombinace tradičních a moderních prvků. Lidovější složku zastupují housle a cimbál, zatímco rockový charakter dodávají bicí, basová a elektrická kytara. Repertoár kapely zahrnuje jak aranže lidových písní, tak vlastní autorskou tvorbu inspirovanou moravskými tradicemi.